# Сан-Эпифанио, Хуан Антонио
Хуа́н Анто́нио Сан-Эпифа́нио Ру́ис (исп. Juan Antonio San Epifanio Ruiz; род. 12 июня 1959 года в Сарагосе, Испания) — испанский баскетболист, атакующий защитник и лёгкий форвард, вице-чемпион Олимпийских игр 1984 года, двукратный призёр чемпионатов Европы в составе сборной Испании. Многократный чемпион Испании и обладатель Кубка Испании в составе «Барселоны».
Спортивное прозвище — «Эпи» (исп. Epi).
Всю карьеру (1977—1995) провёл в «Барселоне», являясь рекордсменом клуба по количеству сыгранных матчей, минут и набранных очков. Номер 15, под которым Сан-Эпифанио выступал за «Барселону», навечно выведен клубом из обращения. В составе «Барселоны» Эпи стал 7-кратным чемпионом Испании, 10-кратным обладателем Кубка Испании, двукратным обладателем Кубка Сапорты (1985 и 1986), обладателем Кубка Корача (1987). Трижды «Барселона» с Сан-Эпифанио играла в финале Кубка чемпионов (1984, 1990 и 1991), но ни разу не выиграла.
За сборную Испании Эпи провёл 239 матчей, долгое время был рекордсменом по этому показателю, но в 2010-х годах другой знаменитый баскетболист «Барселоны» Хуан Карлос Наварро обошёл Сан-Эпифанио. В 2020-х годах рекорд Сан-Эпифанио побил и Руди Фернандес. По набранным очкам Эпи (3330) также лидировал до конца 2010-х, когда его обошёл Пау Газоль (3656). Кроме Эпи и Газоля больше никому не удалось набрать 3000 очков в составе сборной Испании.
В 1984 году Сан-Эпифанио первым из испанцев был признан «Мистером Европа» — лучшим баскетболистом континента по мнению авторитетного итальянского журнала Superbasket. Следующим испанцем, получившим это звание, стал через 20 лет в 2004 году Пау Газоль.
В 1992 году на Олимпийских играх в Барселоне Сан-Эпифанио нёс олимпийский огонь на последнем этапе эстафеты на Олимпийском стадионе в Барселоне, после чего передал его лучнику-паралимпийцу Антонио Ребольо, который выстрелом и зажёг огонь над чашей стадиона.
В 2008 году Сан-Эпифанио был включён в число 35 лучших баскетболистов в истории Кубка чемпионов/Евролиги. В 2016 году его имя включено в Зал славы ФИБА.